# 신칸센 961형 전동차
신칸센 961형 전동차(일본어: 新幹線961形電車)는 1973년에 일본국유철도가 개발한 고속열차로 도호쿠 신칸센, 조에쓰 신칸센을 기반으로 제작했다.

## 역사
1973년 7월 9일에 최초로 일반인에게 공개되었다. 같은 해 7월 17일에 산요 신칸센 신오사카 ~ 히메지 구간을 4량 편성으로 시범 운행을 시작했다. 같은 해 8월 1일에 도카이도 신칸센 하마마쓰 ~ 나고야 구간 6량 편성으로 시범 운행했다. 1974년 9월 16일에 산요 신칸센 미개통 구간인 오카야마 ~ 후쿠야마 구간을 시범 운행을 시작했으나 소음으로 인한 주민들의 반발로 최고 영업 속도 210km/h로 제한되었다. 1975년 산요 신칸센이 개통되면서 시범 운행이 종료되었다.
1979년 6월 5일에 도호쿠 신칸센 구간 시범 운행을 시작했다. 같은 해 12월 7일에 최고 영업 속도 286km/h에서 오야마 시험 선로에서 최고 영업 속도 319km/h를 달성했다. 이는 신칸센 951형 전동차의 시범 운행 기록에서 최고 속도를 경신한 것이다.
1982년 도호쿠 신칸센의 개통이 되면서 센다이 차량센터에 보존되었다가 1990년 8월 10일에 폐차되었다.

## 객차 구성
- 당시 6량 편성으로 운행했고 등록 차호는 S3호이다.

| 호차 | 1     | 2     | 3     | 4     | 5     | 6     |
| ---- | ----- | ----- | ----- | ----- | ----- | ----- |
| 명칭 | Mc    | M     | M     | M     | M     | Mc    |
| 번호 | 961-1 | 961-2 | 961-3 | 961-4 | 961-5 | 961-6 |

1호차와 2호차의 경우 미쓰비시 중공업, 3호차와 4호차의 경우 닛폰차량제조, 5호차부터 6호차까지 히타치 제작소에서 제작했다.

## 보존 및 전시 차량

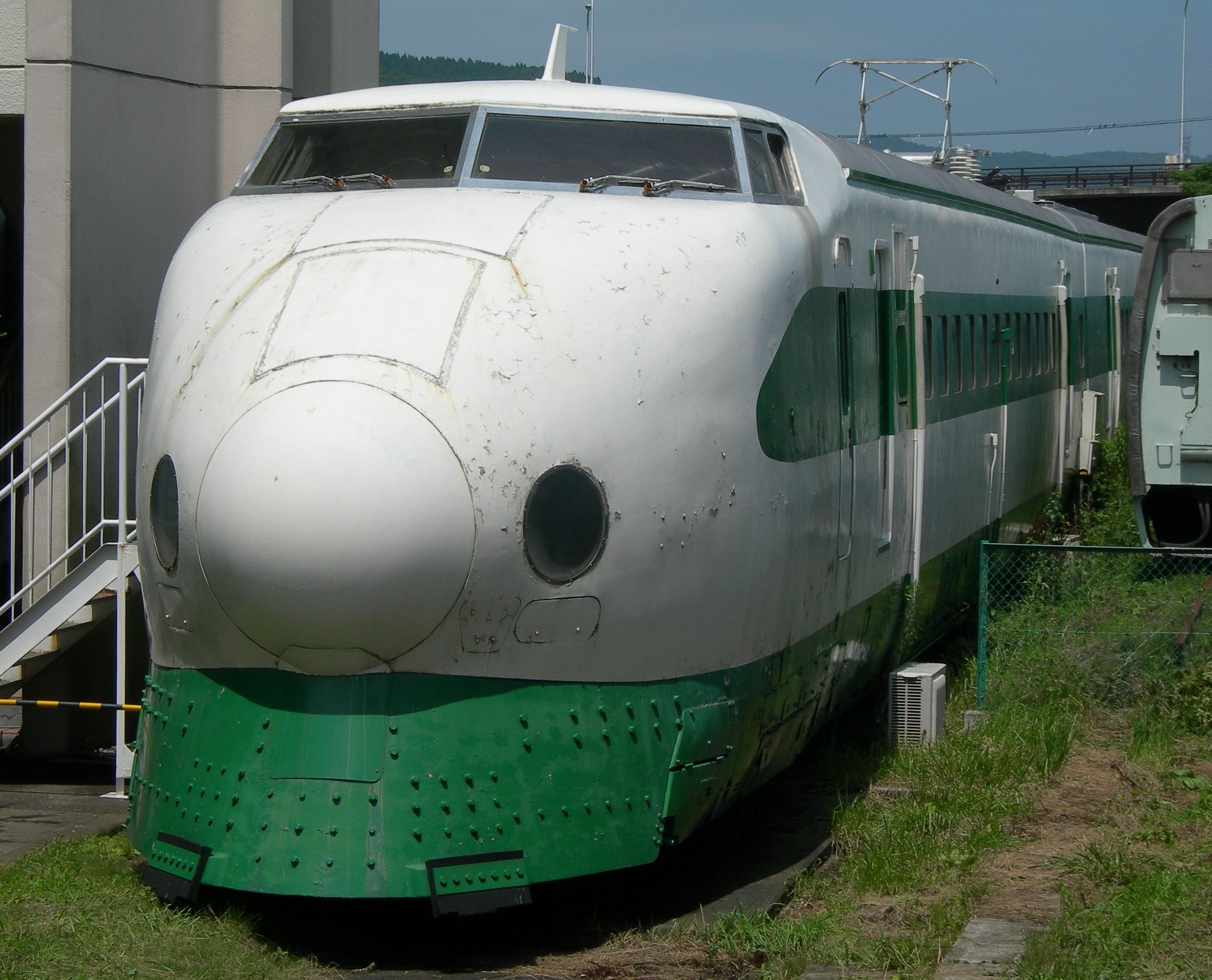
961-1호

- 961-1, 961-6
미야기현 센다이시에 위치한 신칸센 종합 차량 센터에 보존하고 있다.

## 같이 보기
- 신칸센 962형 전동차